# Misanteca mexicana
Misanteca mexicana là loài thực vật có hoa trong họ Nguyệt quế. Loài này được (Brandegee) Lundell miêu tả khoa học đầu tiên năm 1946.